# Campeonato de Béisbol Mayor de Panamá
El Campeonato de béisbol Mayor de Panamá, iniciado en el año de 1944, hoy cuenta con 12 equipos, a saber: Panamá Metro, Colón, Panamá Oeste, Coclé, Herrera, Los Santos, Chiriquí, Bocas del Toro, Panamá Este, Chiriquí Occidente, Veraguas, y Darién. Es la principal liga de béisbol en el verano en Panamá, principalmente representada por provincias y no por equipos profesionales. Se considera la segunda mejor liga del país, solo por debajo de la Liga Profesional de Béisbol de Panamá, cuyo campeón participa en la Serie de las Américas.
El Campeonato de Béisbol Mayor es organizado por la Fedebeis y comercializado por Prodena, a partir del 2015 la Copa es patrocinada por la Caja de Ahorros.

## Historia
En 1975 se da la división de la liga de béisbol de la provincia de Panamá, nacen los equipos de Panamá Oeste y Panamá Metro, dejando a la provincia de Panamá con 17 campeonatos y la franquicia de Panamá Metro con 6.
Un hecho similar se dio a finales de la década de los 90 cuando nace Chiriquí Occidente, sin embargo, el equipo de Chiriquí conserva toda su historia intacta, haciendo de Chiriquí Occidente una franquicia aparte.
Herrera equipo nacional que más veces ha ganado el torneo de Béisbol mayor en 16 ocasiones,  incluyen 2 Tri-Campeonatos al igual que Chiriquí, también es el equipo que se ha coronado con más campeonatos en este siglo con 16 coronas incluyendo la muy codiciada Copa CENTENARIO (2003) y el segundo Tri-Campeonato (2005-06-07).
Luego de 54 años de sequía, la novena de la provincia de Colón vuelve a ganar un título, esta vez en la temporada 2017.
Chiriquí ha sido, según registros de la Federación Panameña de Béisbol (Fedebeis), la novena más dominante de los últimos 40 años (1978-2018) en los campeonatos nacionales de béisbol mayor. Quince coronas y diez Subcampeonatos, han hecho de Chiriquí el conjunto más ganador de las últimas cuatro décadas. Aparte, comanda el 54.05% desde la inauguración de la Liga de Béisbol de Panamá en 1944.
En 1978 los chiricanos lograron su primer título. Panamá Metro, fue segundo, ese año. El siguiente año; Panamá Metro volvería a quedarse con el subcampeonato de la serie eliminatoria. Chiriquí, validaría el título. En la década de los 90 el equipo chiricano dominó por completo el béisbol panameño incluyendo dos Tri-Campeonatos en la misma década. También es de destacar que el equipo chiricano es el que más títulos ha ganado en lo que va del nuevo milenio (2000-2018) con 6 coronas además de varios subcampeonatos. De esos últimos 40 años de torneos el equipo chiricano, con sus diferentes jugadores, técnicos y directores, con mayor cantidad de clasificación a la final de los que han logrado 17 títulos de 27 ocasiones.
Los equipos de Darién, Panamá Oeste, Chiriquí Occidente y Panamá Este no han ganado campeonatos hasta la fecha (2020).

## Campeones por temporada del Béisbol Mayor de Panamá
| Temporada | Equipo Campeón | Temporada | Equipo Campeón | Temporada | Equipo Campeón | Temporada | Equipo Campeón |
| 1944      | Panamá Metro   | 1970      | Panamá Metro   | 1996      | Chiriquí       | 2022      | Panamá Metro   |
| 1945      | Herrera        | 1971      | Panamá Metro   | 1997      | Herrera        | 2023      | Colón          |
| 1946      | Panamá Metro   | 1972      | Los Santos     | 1998      | Chiriquí       | 2024      | Chiriquí       |
| 1947      | Panamá Metro   | 1973      | Panamá Metro   | 1999      | Chiriquí       | 2025      | Bocas del Toro |
| 1948      | Panamá Metro   | 1974      | Los Santos     | 2000      | Chiriquí       | 2026      | Por definir    |
| 1949      | Colón          | 1975      | Panamá Metro   | 2001      | Panamá Metro   | 2027      | Por definir    |
| 1950      | Panamá Metro   | 1976      | Los Santos     | 2002      | Chiriquí       | 2028      | Por definir    |
| 1951      | Panamá Metro   | 1977      | Herrera        | 2003      | Herrera        | 2029      | Por definir    |
| 1952      | Panamá Metro   | 1978      | Chiriquí       | 2004      | Chiriquí       | 2030      | Por definir    |
| 1953      | Colón          | 1979      | Chiriquí       | 2005      | Herrera        |           |                |
| 1954      | Panamá Metro   | 1980      | Herrera        | 2006      | Herrera        |           |                |
| 1955      | Panamá Metro   | 1981      | Panamá Metro   | 2007      | Herrera        |           |                |
| 1956      | Colón          | 1982      | Herrera        | 2008      | Los Santos     |           |                |
| 1957      | Colón          | 1983      | Panamá Metro   | 2009      | Los Santos     |           |                |
| 1958      | Colón          | 1984      | Veraguas       | 2010      | Panamá Metro   |           |                |
| 1959      | Colón          | 1985      | Herrera        | 2011      | Los Santos     |           |                |
| 1960      | Panamá Metro   | 1986      | Herrera        | 2012      | Bocas del Toro |           |                |
| 1961      | Bocas del Toro | 1987      | Coclé          | 2013      | Chiriquí       |           |                |
| 1962      | Colón          | 1988      | Herrera        | 2014      | Bocas del Toro |           |                |
| 1963      | Panamá Metro   | 1989      | Herrera        | 2015      | Chiriquí       |           |                |
| 1964      | Panamá Metro   | 1990      | Desierto       | 2016      | Panamá Metro   |           |                |
| 1965      | Herrera        | 1991      | Chiriquí       | 2017      | Colón          |           |                |
| 1966      | Herrera        | 1992      | Chiriquí       | 2018      | Chiriquí       |           |                |
| 1967      | Herrera        | 1993      | Chiriquí       | 2019      | Panamá Metro   |           |                |
| 1968      | Panamá Metro   | 1994      | Panamá Metro   | 2020      | Chiriquí       |           |                |
| 1969      | Panamá Metro   | 1995      | Los Santos     | 2021      | Chiriquí       |           |                |

## Tabla de Campeones
| Equipo         | Campeonatos | Temporadas |
| -------------- | ----------- | --- |
| Panamá Metro   | 26          | 1944, 1946, 1947, 1948, 1950, 1951, 1952, 1954, 1955, 1960, 1963, 1964, 1968, 1969, 1970, 1971, 1973, 1975,1981, 1983, 1994, 2001, 2010, 2016, 2019, 2022 |
| Chiriquí       | 17          | 1978, 1979, 1991, 1992, 1993, 1996, 1998, 1999, 2000, 2002, 2004, 2013, 2015, 2018, 2020, 2021, 2024                                                      |
| Herrera        | 16          | 1945, 1965, 1966, 1967, 1977, 1980, 1982, 1985, 1986, 1988, 1989, 1997, 2003, 2005, 2006, 2007                                                            |
| Colón          | 9           | 1949, 1953, 1956, 1957, 1958, 1959, 1962, 2017, 2023 |
| Los Santos     | 7           | 1972, 1974, 1976, 1995, 2008, 2009, 2011 |
| Bocas del Toro | 4           | 1961, 2012, 2014, 2025 |
| Coclé          | 1           | 1987 |
| Veraguas       | 1           | 1984 |

Nota
¹ : Hasta el año 1975 el equipo de Panamá Metro se denominaba simplemente Panamá, sin embargo, a partir de la creación de la provincia deportiva de Panamá Oeste (1975), se incluyó el adjetivo Metro como una estrategia comercial. Dado que las estructuras deportivas de las ligas que alimentaban al equipo mayor de Panamá Metro eran las mismas que antes del cambio de nombre, los campeonatos ganados antes de 1975 corresponden al equipo de Panamá Metro. En 2017 se crea una nueva provincia deportiva llamada Panamá Este (2017), con lo cual actualmente la provincia de Panamá cuenta con tres equipos participantes en los campeonatos del Béisbol Mayor.

## Jugador Más Valioso
| Año  | Ganador              | Equipo         |
| ---- | -------------------- | -------------- |
| 2005 | Freddy Herrera       | Chiriquí       |
| 2006 | Bienvenido Cedeño    | Chiriquí       |
| 2007 | Abdiel Cumberbatch   | Panamá Metro   |
| 2008 | Freddy Herrera       | Veraguas       |
| 2009 | Xavier Quiroz        | Chiriquí       |
| 2010 | Adolfo Rivera        | Bocas del Toro |
| 2011 | Carlos Álvarez       | Panamá Oeste   |
| 2012 | Concepción Rodríguez | Panamá Metro   |
| 2013 | Joel Vega            | Coclé          |
| 2014 | Javier Domínguez     | Los Santos     |
| 2015 | Ramón Castillo       | Coclé          |
| 2016 | Gustavo Gómez        | Bocas del Toro |
| 2017 | Gilberto Méndez      | Panamá Metro   |
| 2018 | Belarmino Campos     | Los Santos     |
| 2019 | Adolfo Reina         | Veraguas       |
| 2020 | Belarmino Campos     | Los Santos     |
| 2021 | Rodrigo Vigil        | Chiriquí       |
| 2022 | Erasmo Caballero     | Chiriquí       |
| 2023 | José Mordock         | Veraguas       |

## Mejor Lanzador
| Año  | Ganador          | Equipo         |
| ---- | ---------------- | -------------- |
| 2009 | Juan De León     | Panamá Metro   |
| 2010 | Alberto Acosta   | Bocas del Toro |
| 2011 | Carlos Álvarez   | Panamá Oeste   |
| 2012 | Javier Ortiz     | Los Santos     |
| 2013 | Luis Machuca     | Bocas del Toro |
| 2014 | Javier Domínguez | Los Santos     |
| 2015 | Luis Machuca     | Panamá Oeste   |
| 2016 | Gustavo Gómez    | Bocas del Toro |
| 2017 | Gilberto Méndez  | Panamá Metro   |
| 2018 | Andy Otero       | Chiriquí       |
| 2019 | Julio Denis      | Colón          |
| 2020 | Carlos Luna      | Los Santos     |
| 2021 | Luis Ramos       | Darién         |
| 2022 | Julio Denis      | Bocas del Toro |
| 2023 | Harold Araúz     | Occidente      |

## Estadios de Béisbol de Panamá
Estadios de béisbol utilizados en los campeonatos:
| Equipo         | Ciudad           | Estadio                                                | Capacidad |
| -------------- | ---------------- | ------------------------------------------------------ | --------- |
| Panamá Metro   | Ciudad de Panamá | Estadio Nacional Rod Carew                             | 27.000    |
| Chiriquí       | David            | Estadio Kenny Serracín                                 | 9.500     |
| Herrera        | Chitré           | Estadio Rico Cedeño                                    | 5.000     |
| Colón          | Colón            | Estadio Roberto Mariano Bula (estadio en construcción) | 2.500     |
| Bocas del Toro | Changuinola      | Estadio Calvin Byron                                   | 4.500     |
| Los Santos     | Las Tablas       | Estadio Roberto Hernández                              | 7.000     |
| Veraguas       | Santiago         | Estadio Omar Torrijos                                  | 7.500     |
| Coclé          | Aguadulce        | Estadio José Antonio Remón Cantera                     | 6.500     |
| Panamá Oeste   | La Chorrera      | Estadio Mariano Rivera                                 | 10.000    |
| Ch. Occidente  | Puerto Armuelles | Estadio Glorias Deportivas Baruenses                   | 4.500     |
| Darién         | Meteti           | Estadio de Meteti                                      | 2.000     |
| Panamá Este    | Chepo            | Estadio José De La Luz Thompson                        | 2.000     |

## Récords

### Juegos perfectos
| Ganador                          | Marcador                     | Fecha                 |
| -------------------------------- | ---------------------------- | --------------------- |
| Roberto Pate (9 episodios)       | Panamá Metro 23-0 San Blas   | 25 de marzo de 1961   |
| Rubiel Moreno (7 episodios)      | Herrera 10-0 Darién          | 11 de febrero de 1986 |
| Francisco Martínez (7 episodios) | Veraguas 10-0 Bocas del Toro | 6 de abril de 1990    |
| Kevin Cárcamo (9 episodios)      | Los Santos 1-0 Coclé         | 7 de abril de 2000    |